# بورولولا
بورولولا (به انگلیسی: Borroloola) شهرکی واقع در ایالت قلمرو شمالی در استرالیاست.